# Sandbjerg Gods
Sandbjerg Gods er nu en kursusejendom ejet af Aarhus Universitet. Det ligger 7 km nordvest for Sønderborg ved Alssund i det det historiske område Sandbjerg på halvøen Sundeved i nærheden af Øster Sottrup og Nydam Mose. Palæet, forpagterboligen og  avlsbygningerne blev ombygget af Universitetet og  indrettet til kursusejendom. Sandbjerg Gods drives som en selvejende institution og tjener som Aarhus Universitets kursusejendom, men kan også benyttes til møder og uddannelsesaktiviteter uden tilknytning til universitetet.

Den holstenske lade er restaureret i den originale stil og er en sjælden bygningstype i Danmark. Den og de renoverede bygninger og parken ned mod sundet er i dag et samlet anlæg mellem Møllesøen og Als Sund. De tilbageblevne 120 hektar landbrugsjord er forpagtet ud.

## Historie
Omkring år 1500 nævnes Sandbjerggård første gang, og i 1564 overdrog kong Frederik 2. en tredjedel af den kongelige del af hertugdømmerne til sin bror hertug Hans den Yngre (1545-1622), der således kom i besiddelse af Ærø, Als og Sundeved i hertugdømmet Slesvig.
Hertugen lod bygge den dæmning ud mod Alssund, som endnu findes. Herved blev en vig af sundet omdannet til Møllesøen. Hans vandmølle, hvis rester endnu kan ses, var i drift, til den brændte i 1916.
Efter den sønderborgske hertuglinies konkurs i 1667 overgik Sandbjerg til Kronen, der i 1673 solgte godset til Conrad Reventlow, amtmand i Haderslev. Han fik kongens tilladelse til at oprette Grevskabet Reventlow med hovedgårdene Sandbjerggård og Ballegård. Slægten Reventlow ejede Sandbjerg til 1930. 
1787-88 gennemførte Conrad Georg Reventlow Sandbjerggårds udparcellering, hvorved 300 tdr. af hovmarken blev solgt til bønderne i 14 parceller. Husmændene fik godt 100 tdr., og resten, ca. 186 tdr., skovene og Møllesøen blev liggende som stamparcel under hovedgården. Den nuværende hovedbygning, Palæet, er opført fra 1787 til 1788 efter tegning af Christian August Bohlsmann og fredet.
I årene fra 1864 til 1920 førte stedet en ret omskiftelig tilværelse som højskole, husholdningsskole og stutteri. 
Ved lensafløsningen i 1924 overgik Sandbjerg til fri ejendom, og efter den sidste Reventlows død i 1929 blev Sandbjerg solgt til den københavnske overretssagfører Knud Dahl og hans hustru, Ellen Dahl, født Dinesen. Ellen Dahls søster var Karen Blixen. Efter Knud Dahls død åbnede hun Sandbjerg for kulturpersonligheder og videnskabsmænd, og i 1954 skænkede hun godset til Aarhus Universitet. Ved hendes død i 1959 overtog universitetet den fulde dispositionsret over Sandbjerg Gods.

## Kursusvirksomheden
I 1975 indledtes kursusvirksomheden på godset og der blev opført en række pavilloner med ca. 50 sengepladser. 1996 indledtes en omfattende renovering og ombygning af de tidligere avlslænger, som er opført 1887-1889. 1999 blev den tidligere Godsinspektørbolig sat i stand og indrettet med værelser, og i 2000 blev det oprindelige Brændevinsbrænderi indrettet med et nyt auditorium til ca. 50 personer. Til erstatning for de utidssvarende pavilloner i parken blev der i 2003 taget en nybygning med 20 værelser i brug. Palæet har i stueetagen kursuslederkontor og spisestue samt fjernsynsstue, herreværelse, kabinet, bibliotek og havestue, der tjener som opholdsareal for godsets gæster. På 1. sal er der grupperum og værelser. I alt er der 105 sengepladser fordelt på 74 værelser i de forskelige bygninger.
- Sandbjerggård og Sandbjerg Møllesø
- Palæets sydside
- Kursusbygningerne
- Inspektørboligen
- Opført i 1796 som brændevinsbrænderi, nu auditorium med plads til 40-50 personer.
- Møllehuset syd for dæmningen